# ۴-دی‌هیدرواپی آندروسترون
۴-دی‌هیدرواپی آندروسترون(به انگلیسی: 4-Dehydroepiandrosterone) یا (4-DHEA)، استروئیدی است که ایزومر ۵-دی‌هیدرواپی آندروسترون می باشد و به‌صورت آزمایشگاهی استحصال می گردد.